# Козя-Река (село)
Козя-Река (болг. Козя река) — село в Болгарии. Находится в Великотырновской области, входит в общину Елена. Население составляет 23 человека.

## Политическая ситуация
В местном кметстве Константин, в состав которого входит Козя-Река, должность кмета (старосты) исполняет Стоян Пенков Стоянов (Болгарская социалистическая партия (БСП)) по результатам выборов правления кметства.
Кмет (мэр) общины Елена — Сашо Петков Топалов (Болгарская социалистическая партия (БСП)) по результатам выборов в правление общины.